# Campeonato Mundial de Xadrez de 1985
O Campeonato Mundial de Xadrez de 1985 foi o novo match disputado entre o campeão Anatoly Karpov e o desafiante Garry Kasparov. Como o confronto iniciado em 1984 foi interrompido, um novo match entre os dois foi jogado do zero. A disputa foi realizada entre 3 de setembro e 9 de novembro em Moscou em uma melhor de 24 partidas. Kasparov venceu o confronto, consagrando-se o décimo terceiro campeão mundial.

## Contexto
O Campeonato Mundial de Xadrez de 1985 não pode ser visto de forma separada do polêmico final do campeonato de 1984 entre os mesmos jogadores. Em 8 de fevereiro de 1985, após 48 partidas terem sido disputadas em 5 meses, o match iniciado em 1984 foi abandonado sem um resultado final. A conjuntura política acabou permeando os encontros Karpov-Kasparov. Devido à mudança do clima político na Rússia na época, as partidas eram frequentemente descritas como um choque de ideologias, entre a "nova Rússia" representada por Kasparov e Mikhail Gorbachev e a "velha Rússia", representada por Karpov e o aparato burocrático do Estado, como Leonid Brezhnev.

## Os jogadores
Na época do match, Karpov tinha um rating Elo FIDE de 2720, enquanto Kasparov estava pouco atrás com 2700 pontos. Havia uma grande diferença de idade entre os dois jogadores. Karpov tinha 34 anos, 12 a mais que seu adversário.
Entre o final do match de 1984 e o início do confronto de 1985, Kasparov jogou matches contra Robert Hübner na Alemanha, vencendo três jogos e empatando três, e contra Ulf Andersson na Suécia, vencendo dois jogos e empatando quatro.
Karpov também mostrou que ainda estava em boa forma, vencendo o torneio OHRA de Amsterdã, em 1985, com 7 pontos em 10 partidas (+4 =6 -0).
Como nos campeonatos mundiais anteriores, cada um dos competidores empregou outros enxadristas como "segundos" para ajudar na preparação e análise das partidas adiadas. Os segundos de Karpov foram os grandes mestres Sergei Makarichev e Igor Zaitsev. Sendo auxiliado também por Efim Geller e Evgeni Vasiukov. Os "segundos" de Kasparov foram o Grande Mestre Josif Dorfman e Alexander Nikitin,  e o auxílio de Gennadi Timoshchenko e Evgeny Vladimirov.

## Match pelo título
Devido à longa duração do match anterior, a FIDE concordou, em uma reunião na Tunísia em julho de 1985, que o campeonato reorganizado seria de duração fixa, disputado em  uma melhor de 24 partidas. Se a partida terminasse com um empate em 12-12, Karpov manteria o título. Como Karpov estava liderando o campeonato de 1984, ele também recebeu o direito a uma revanche automática se perdesse. 
O ritmo da partida era de 2 horas e 30 minutos para 40 lances, com os jogos sendo adiados para o dia seguinte depois que 40 movimentos fossem jogados.
O local preferido de Kasparov para o encontro era Leningrado e os ofertas para receber o match foram feitas por Londres e Marselha. No final, com o apoio da Federação Soviética de Xadrez, a FIDE selecionou a Sala de Concertos Tchaikovsky de Moscou como o local para a partida.
A cerimônia de abertura realizou-se a 2 de setembro, momento em que o sorteio das cores foi realizado e ganho por Kasparov, que teve o direito de iniciar com as peças brancas na primeira partida;
| Jogador        | 1 | 2 | 3 | 4 | 5 | 6 | 7 | 8 | 9 | 10 | 11 | 12 | 13 | 14 | 15 | 16 | 17 | 18 | 19 | 20 | 21 | 22 | 23 | 24 | Total (Vit.) |
| -------------- | - | - | - | - | - | - | - | - | - | -- | -- | -- | -- | -- | -- | -- | -- | -- | -- | -- | -- | -- | -- | -- | ------------ |
| Anatoly Karpov | 0 | ½ | ½ | 1 | 1 | ½ | ½ | ½ | ½ | ½  | 0  | ½  | ½  | ½  | ½  | 0  | ½  | ½  | 0  | ½  | ½  | 1  | ½  | 0  | 11 (3)       |
| Garry Kasparov | 1 | ½ | ½ | 0 | 0 | ½ | ½ | ½ | ½ | ½  | 1  | ½  | ½  | ½  | ½  | 1  | ½  | ½  | 1  | ½  | ½  | 0  | ½  | 1  | 13 (5)       |